# In Luft geritzt
In Luft geritzt ist das sechste Album der österreichischen Dark-Metal-Band Dornenreich und erschien 2008 bei Prophecy Productions.
Nachdem das Vorgänger-Album Durch den Traum von Eviga – bis auf einen Gastauftritt des Bandgründers – alleine aufgenommen wurde, ist auf In Luft geritzt nun Thomas „Ínve“ Riesner als Unterstützung mit der Violine dabei, der schon zuvor als Gastmusiker bei Her von welken Nächten zu hören gewesen war und seit 2006 Mitglied der Gruppe ist.
Das Album erschien in zwei verschiedenen Versionen. Die limitierte Digipak-Edition erhielt als Bonus eine zweite CD, die das gesamte Album als Instrumentalversion enthielt.

## Titelliste
1. Drang
2. Unruhe
3. Jagd
4. Freitanz
5. Sehnlauf
6. Flügel in Fels
7. Meer
8. Aufbruch
9. Dem Wind geboren
10. Zauberzeichen

## Musikalische Aspekte
Die Musik besteht rein aus Violine und Akustikgitarre (gelegentlich auch von Percussions unterstützt), wobei die Violine oft auch dominant ist. Die Lieder selbst wechseln zwischen schwungvoller und folkiger Musik, es findet sich auch melancholische Musik. Eviga verwendet hauptsächlich eine Art des Sprech- und Flüstergesangs, der an manchen Stellen auch aggressiv klingt.